# Nangoo
Nangoo ist ein Verwaltungsbezirk (englisch Ward) des Distrikts Masasi in der tansanischen Region Mtwara.

## Geografie
Nangoo liegt im Südosten von Tansania etwa 40 Kilometer Luftlinie nordöstlich der Distrikthauptstadt Masasi. Die Grenze im Norden bildet der Fluss Lukuledi.
Der Bezirk grenzt im Norden an Nanganga im Distrikt Ruangwa, im Osten an den Bezirk Nanganga des Distrikts Masasi, im Süden an Chilangalanga und im Westen an Ndanda. Bei der Volkszählung 2022 lebten 11.325 Menschen in 3654 Haushalten auf einer Fläche von 115 Quadratkilometern.

## Gliederung
Der Bezirk besteht aus fünf Gemeinden (Mtaa) mit 24 Orten (Kitongoji):
| Mumburu A - Namayanga - Rutamba - Mkwajuni - Mtakuja | Mumburu B - Tuungane - Shuleni - Nampyaila - Chalinze - Mkombozi | Mwongozo - Ngaile - Mpanyani - Tankini - Chiungu - Mbwinji | Nangoo - Magomeni - Chipulula - Mnazimmoja - Tandika - Mkayoka | Mdenga - Chilende - Nuru - Legio - Joshoni - Lupaso |

## Infrastruktur
- Bildung: Die Nangoo Secondary School ist eine staatliche weiterführende Tagesschule mit einer Ausbildung bis zur 4. Stufe.[8]
- Verkehr: Durch den Bezirk verläuft die asphaltierte Nationalstraße T6, die im Westen nach Masasi und weiter zum Malawisee und nach Osten nach Mtwara führt.[9]